# Бетсиамит
Бетсиамит (Берсимис) (на английски: Betsiamites River, Bersimis) е река в Източна Канада, в източната част на провинция Квебек, ляв приток на река Сейнт Лорънс. Дължината ѝ от 444 км ѝ отрежда 81-во място сред реките на Канада.
Река Бетсиамит изтича от южния ъгъл на езерото Мануан (да не се бърка с голямото езеро Мануан, разположено на запад) на 489 м н.в. До язовира Пипмуакан реката тече в южна посока, а след изтичането си от него — в югоизточна. Преминава през язовира Берсимис и се влива отляво в естуара на река Сейнт Лорънс при градчето Бетсиамит.
Площта на водосборния басейн на Бетсиамит е 18 700 km2, което представлява 1,4% от водосборния басейн на река Сейнт Лорънс. На запад и югозапад граничи с водосборния басейн на река Сагеней, а на изток — с водосборния басейн на река Утард.
Многогодишният среден дебит в устието на Бетсиамит е 340 m3/s, като максимумът е през месеците юни и юли, а минимумът – през януари и февруари. От ноември до април реката замръзва.
По течението на реката има изградени 2 ВЕЦ-а с общо 13 турбини и сумарна мощност от 2047 MW. От левия приток на река Перибонка — река Мануан към язовира Пипмуакан е прокопан 6-километров канал, по който се прехвърлят води за двата ВЕЦ-а по течението на Бетсиамит.